# Molophilus uniplagiatus
Molophilus uniplagiatus là một loài ruồi trong họ Limoniidae. Chúng phân bố ở miền Australasia.